# Toni Silva
Toni Brito Silva Sá (15 de septiembre de 1993) es un futbolista profesional de Guinea Bissau que juega como delantero para el Kazma S. C. de la Liga Premier de Kuwait.

## Carrera
Silva comenzó su carrera en la academia juvenil de Real Sport Clube en 2007, y se unió al equipo junior del Benfica una temporada después. Hizo 7 apariciones para el equipo junior antes de tener un breve período con las reservas del Chelsea entre 2008 y 2009. Luego se unió a Liverpool FC todavía con las reservas antes de obtener un contrato profesional en 2011.

#### Northampton Town
Silva se unió a Northampton Town en un préstamo juvenil de un mes el 14 de febrero de 2012 haciendo su debut el mismo día contra AFC Wimbledon. Sólo unas pocas horas en su tiempo con Northampton entró como un 74o minutos como sustituto para Adebayo Akinfenwa . Regateando a tres jugadores de Wimbledon, su tiro fue desviado y seguido por Luke Guttridge para el gol ganador en una victoria por 1-0. El mánager de Northampton, Aidy Boothroyd, dijo después del partido; "No queremos entusiasmarnos demasiado pronto, pero tiene la calidad de la Premier League ", y agregó: "Regateó a dos o tres personas y tiene un gran récord de goles". El 22 de febrero de 2012, su préstamo con Northampton se extendió hasta el final de la temporada 2011-12 .
El 13 de marzo marcó su primer gol principal cuando marcó el único gol ya que su club de préstamos ganó en Dagenham & Redbridge. Al final de su período de préstamo había jugado 15 veces.

### Barnsley
El 23 de julio de 2012, Barnsley firmó a Silva desde Liverpool en una transferencia gratuita en un contrato de dos años. Después de su movimiento, Silva recibió la camiseta número 20. El gerente Keith Hill comentó sobre Silva diciendo; "Es zurdo y le gusta jugar a la derecha", y agregó: "Es rápido con y sin balón, es joven y entusiasta". Hay mucho desarrollo que tenemos que poner en este jugador para convertirlo en un jugador de £ 3 millones y creo que podremos hacerlo ". Antes del comienzo de la temporada, Silva sufrió una lesión en los isquiotibiales durante un partido amistoso contra Doncaster Rovers y estaría fuera de acción durante tres meses. Después de un despido de cuatro meses, Silva finalmente hizo su debut, llegando como sustituto de Matt Done en el minuto 71, en una derrota por 0-1 en Hull City . Desde entonces, Silva apenas se usó en el primer equipo. Sin embargo, el 25 de enero de 2013, el Barnsley Chronicle publicó un artículo que decía que todavía estaba en los planes de David Flitcroft, pero que actualmente está trabajando duro en los menores de 21 años para intentar ingresar al equipo mejorando su juego cuando no está en posesión.
El 27 de marzo de 2013, fue prestado a Dagenham & Redbridge hasta el 23 de abril. Jugó cuatro partidos de la Liga Dos para el equipo del Este de Londres, y en junio fue liberado de Barnsley.

### CSKA Sofia
El 17 de diciembre de 2013, Silva firmó un contrato de seis meses con el equipo búlgaro CSKA Sofía, después de un exitoso período de prueba de un mes con el club. Marcó con un gol su debut en la liga el 24 de febrero de 2014 contra Chernomorets Burgas en el estadio Lazur en una victoria por 2-1; entró como sustituto y marcó el primer gol a los 72 minutos. Una semana después, Silva marcó su segundo gol en una victoria por 3-0 en casa sobre Slavia Sofía . Después del fantástico comienzo con el club, el 7 de marzo de 2014 su contrato con CSKA se extendió hasta junio de 2017. Silva terminó la temporada 2013-14 con tres goles en 15 juegos.
Silva anotó su primer gol de la temporada 2014-15 contra Haskovo en Balgarska Armia en una victoria por 4-0 el 10 de agosto de 2014. El 25 de octubre marcó su cuarto gol en la campaña, abriendo el marcador en el derbi Eterno contra Levski Sofía, que CSKA ganó 3-0. Después del receso de invierno, Silva y el resto de sus compañeros del CSKA Sofía experimentaron una caída significativa en la forma con el equipo incapaz de marcar un gol durante 10 partidos consecutivos. Esta racha negativa terminó después de que Silva anotó un gol de empate en la derrota por 2-3 contra Botev Plovdiv el 16 de mayo de 2015, durante la segunda mitad de la cual también recibió una tarjeta roja después de un altercado con Daniel Zlatkov y Plamen Nikolov . En abril de 2015, debido a la decepción de los ultras con las actuaciones del equipo y la falta de goles proporcionados por Silva, el jugador fue sometido a lo que se percibía como un canto racista por un pequeño número de seguidores del CSKA Sofía.

### Şanlıurfaspor y regreso a Portugal
Después de una breve temporada con el equipo turco Şanlıurfaspor, Silva firmó un contrato de dos años y medio (con la opción de un año adicional) con el club de LigaPro União Madeira.

### Levadiakos
El 9 de septiembre de 2016, firmó con el club griego Super Liga Levadiakos por una tarifa no revelada.

### Astra Giurgiu
El 30 de julio de 2019 firmó un contrato de dos años con el equipo rumano Astra Giurgiu.

## Selección nacional
Silva nació en Guinea-Bissau, pero se mudó a Portugal cuando era niño. Jugó para los Portugal U17 y Portugal U18. Terminó cambiando a Guinea Bissau e hizo su debut en una victoria de clasificación para la Copa Africana de Naciones 2017 sobre Zambia, donde marcó su gol de debut para el equipo.

## Estadísticas de carrera

### Club
| Club                        | Temporada    | Liga                | Liga | Liga  | Copa Nacional | Copa Nacional | Copa de la Liga | Copa de la Liga | Continental | Continental | Total | Total |
| Club                        | Temporada    | División            | Apps | Goals | Apps          | Goals         | Apps            | Goals           | Apps        | Goals       | Apps  | Goals |
| --------------------------- | ------------ | ------------------- | ---- | ----- | ------------- | ------------- | --------------- | --------------- | ----------- | ----------- | ----- | ----- |
| Liverpool                   | 2010–11      | Premier League      | 0    | 0     | 0             | 0             | 0               | 0               | 0           | 0           | 0     | 0     |
| Liverpool                   | 2011–12      | Premier League      | 0    | 0     | 0             | 0             | 0               | 0               | 0           | 0           | 0     | 0     |
| Liverpool                   | Total        | Total               | 0    | 0     | 0             | 0             | 0               | 0               | 0           | 0           | 0     | 0     |
| Northampton Town (loan)     | 2011–12      | League Two          | 14   | 1     | 0             | 0             | 0               | 0               | —           | —           | 14    | 1     |
| Barnsley                    | 2012–13      | Championship        | 1    | 0     | 0             | 0             | 0               | 0               | —           | —           | 1     | 0     |
| Dagenham & Redbridge (loan) | 2012–13      | League Two          | 4    | 0     | 0             | 0             | 0               | 0               | —           | —           | 4     | 0     |
| CSKA Sofia                  | 2013–14      | A Football Group    | 15   | 3     | 0             | 0             | —               | —               | —           | —           | 15    | 3     |
| CSKA Sofia                  | 2014–15      | A Football Group    | 27   | 5     | 1             | 1             | —               | —               | 2           | 0           | 30    | 6     |
| CSKA Sofia                  | Total        | Total               | 42   | 8     | 1             | 1             | 0               | 0               | 2           | 0           | 45    | 9     |
| Şanlıurfaspor               | 2015–16      | TFF First League    | 7    | 2     | 1             | 1             | 0               | 0               | —           | —           | 8     | 3     |
| C.F. União                  | 2015–16      | Primeira Liga       | 14   | 3     | 0             | 0             | 0               | 0               | —           | —           | 14    | 3     |
| Levadiakos                  | 2016–17      | Super League Greece | 23   | 6     | 2             | 0             | —               | —               | —           | —           | 25    | 6     |
| Levadiakos                  | 2017–18      | Super League Greece | 8    | 0     | 1             | 0             | —               | —               | 0           | 0           | 9     | 0     |
| Levadiakos                  | Total        | Total               | 31   | 6     | 3             | 0             | 0               | 0               | 0           | 0           | 34    | 6     |
| Career total                | Career total | Career total        | 113  | 20    | 5             | 2             | 0               | 0               | 2           | 0           | 120   | 22    |

### Goles internacionales
| N.º | Fecha                 | Lugar de encuentro                            | Adversario | Puntuación | Resultado | Competencia                                          |
| --- | --------------------- | --------------------------------------------- | ---------- | ---------- | --------- | ---------------------------------------------------- |
| 1)  | 4 de junio de 2016    | Estádio 24 de Setembro, Bissau, Guinea-Bissau | Zambia     | 3 –2       | 3-2       | Clasificación para la Copa Africana de Naciones 2017 |
| 2)  | 14 de octubre de 2018 | Estádio 24 de Setembro, Bissau, Guinea-Bissau | Zambia     | 2 –1       | 2–1       | Clasificación para la Copa Africana de Naciones 2019 |